# Лав и миш
Лав и миш је басна коју је написао Езоп која учи важности да не судимо о људима по њиховој величини. У басни, лав жели да поједе миша који га случајно буди. Миш почиње да моли за живот говорећи му да ако га поштеди, ту услугу ће му вратити добрим ако се укаже прилика за то што насмеје лава који је сматрао да му такав мали миш у животу никада неће моћи помоћи. Ипак лав га пусти на слободу, одлучујући да је миш исувише мршав залогај за њега. Касније, лав бива заробљен од стране ловаца и везан за дрво; Шта год урадио није се могао ослободити. Миш зачу његову беспомоћну рику и попне се на дрво грицкајући конопце којима је лав везан.  Лав ускоро беше слободан а миш оде својим путем, узвративши лаву услугу. Поука ове приче је следећа:
И најмањи пријатељ може бити користан.